# Dead Sea Works

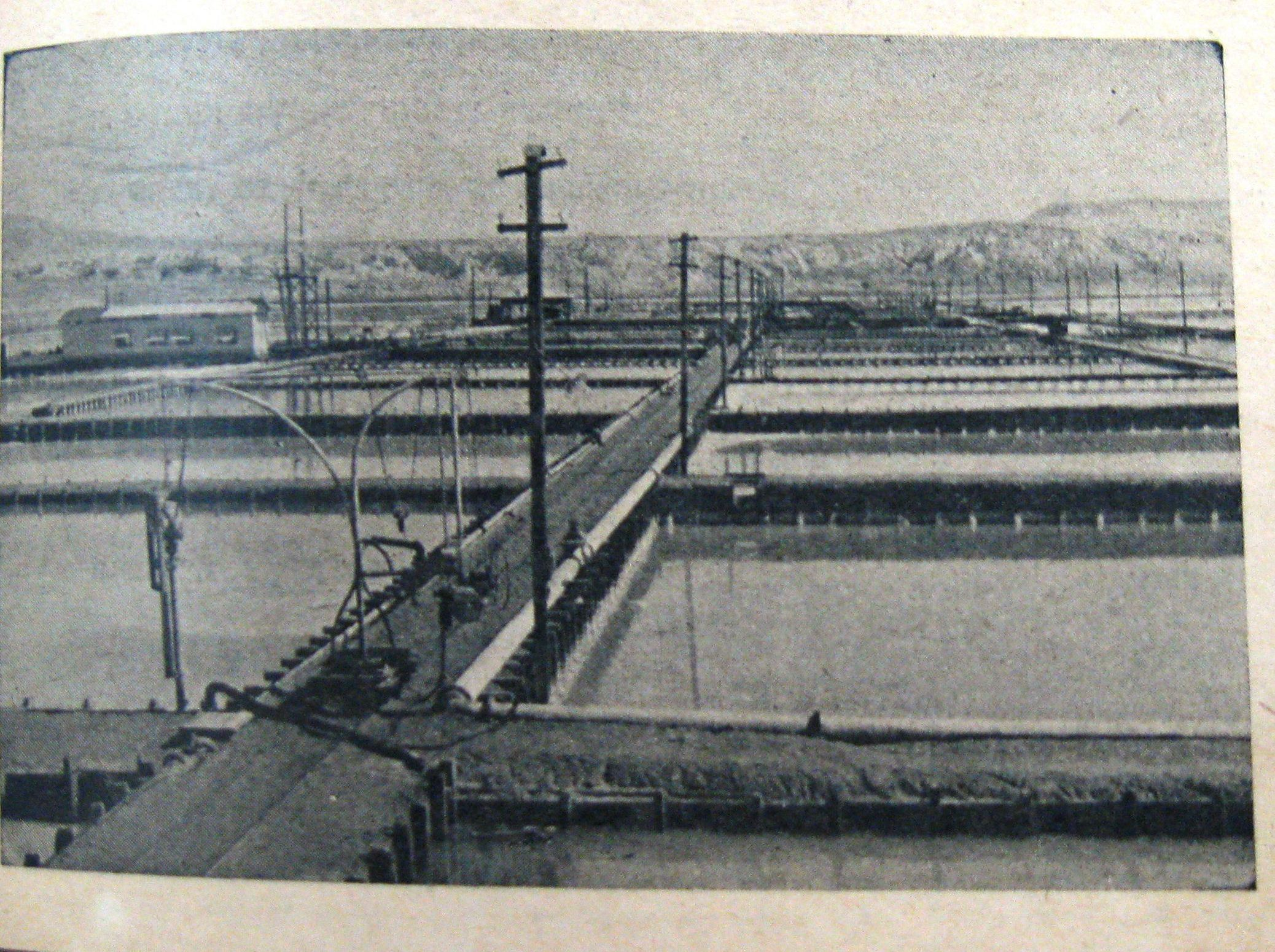
Továrna Palestine Potash Ltd. na snímku z roku 1945

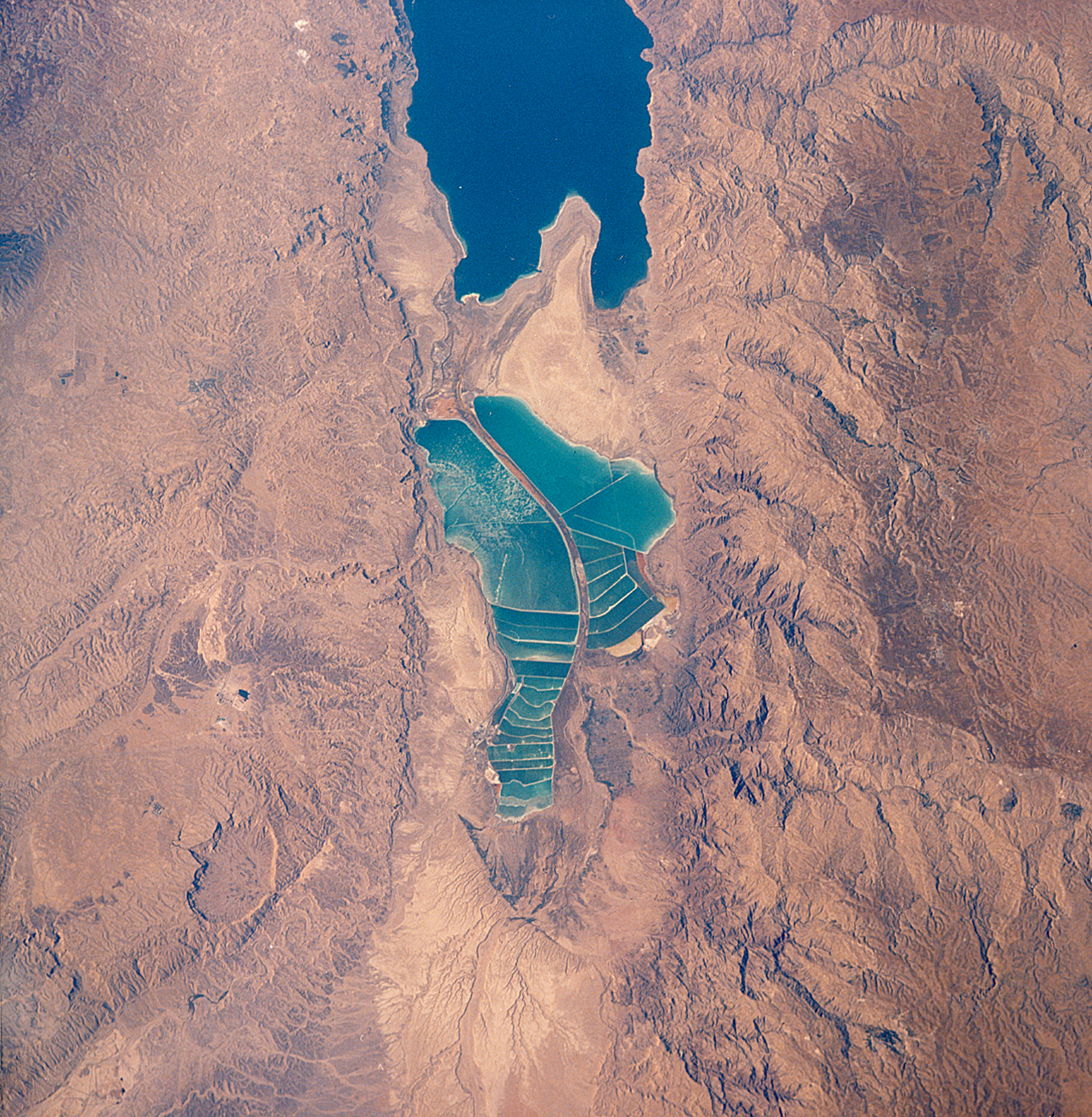
Jižní část Mrtvého moře s odpařovacími vodními plochami využívanými firmou Dead Sea Works

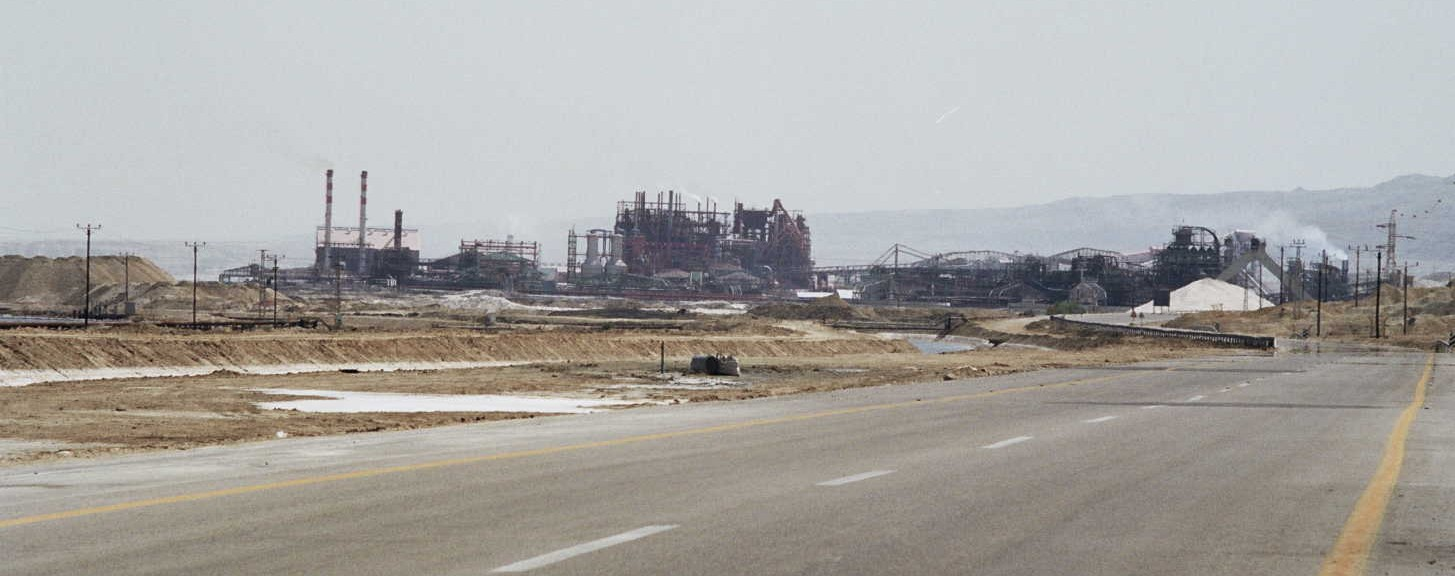
Celkový pohled na továrnu Dead Sea Works

Dead Sea Works (hebrejsky: מפעלי ים המלח, Mif'alej Jam ha-melach, doslova Závody Mrtvého moře) je průmyslový podnik v Izraeli při Mrtvém moři.
Průmyslové využití minerálů z Mrtvého moře předpovídal ve svých pracích už sionistický politik Theodor Herzl. Realizace těchto vizí započala roku 1931, kdy Moše Novomejskij získal od úřadů mandátní Palestiny licenci na využívání minerálního bohatství tohoto slaného jezera. Již roku 1927 za tímto účelem vznikla firma Palestine Potash Ltd. Roku 1932 byla zprovozněna chemická továrna na severním břehu jezera a roku 1934 pak i továrna na jižním břehu, poblíž starověké lokality Sodomy a Gomory. Před rokem 1948 zdejší podniky těžily ročně 8000 tun potaše a bromu a zaměstnávaly 2000 lidí. Během první arabsko-izraelské války v roce 1948 ale byla severní část Mrtvého moře dobyta zajordánskými vojenskými silami a severní továrna, poblíž dnešní vesnice Kalija a Bejt ha-Arava, byla opuštěna.
Jižní továrna u Sodomy byla Izraelci dobyta v listopadu 1948 v rámci Operace Lot. Po vzniku státu Izrael byla jižní továrna znárodněna a po delší dobu byla spíše prodělečným podnikem, jehož hlavním účelem bylo posílení strategické přítomnosti Izraele na jihozápadním břehu Mrtvého moře. Spadala pod Ministerstvo rozvoje Izraele. Podnik Dead Sea Works byl jako dceřiná společnost začleněn do státní firmy Israel Chemical Industries. Ta prošla roku 1994 privatizací (izraelský stát si ponechal jen podíl ve výši 2 %). Mezitím, od počátku 80. let 20. století, začal podnik u Mrtvého moře vykazovat díky technologickým inovacím zisk. Podle údajů z přelomu 20. a 21. století zaměstnávaly Dead Sea Works 2200 lidí a produkovaly 2,8 milionů tun potaše, 800 000 tun granulovaného potaše. V blízkosti závodu také roku 1996 vyrostl provoz Dead Sea Magnesium zaměřený na produkci hořčičných solí. 65% podíl v něm má Dead Sea Works, 35 % patří firmě Volkswagen. Další pobočný provoz Dead Sea Bromine Group se zaměřuje na produkci bromu.